# Biéville
Biéville  ist eine französische Gemeinde mit 196 Einwohnern (Stand 1. Januar 2022) im Département Manche in der Region Normandie. Sie gehört zum Arrondissement Saint-Lô und zum Kanton Condé-sur-Vire.
Sie grenzt im Norden an Saint-Jean-d’Elle mit Vidouville, im Osten an Caumont-sur-Aure mit La Vacquerie, im Südosten an Val de Drôme mit La Lande-sur-Drôme, im Süden an Le Perron, im Südwesten an Saint-Amand-Villages mit Saint-Amand und im Westen an Lamberville.

## Bevölkerungsentwicklung
| Jahr      | 1962 | 1968 | 1975 | 1982 | 1990 | 1999 | 2008 | 2018 |
| --------- | ---- | ---- | ---- | ---- | ---- | ---- | ---- | ---- |
| Einwohner | 215  | 176  | 159  | 149  | 145  | 146  | 164  | 189  |

## Sehenswürdigkeiten

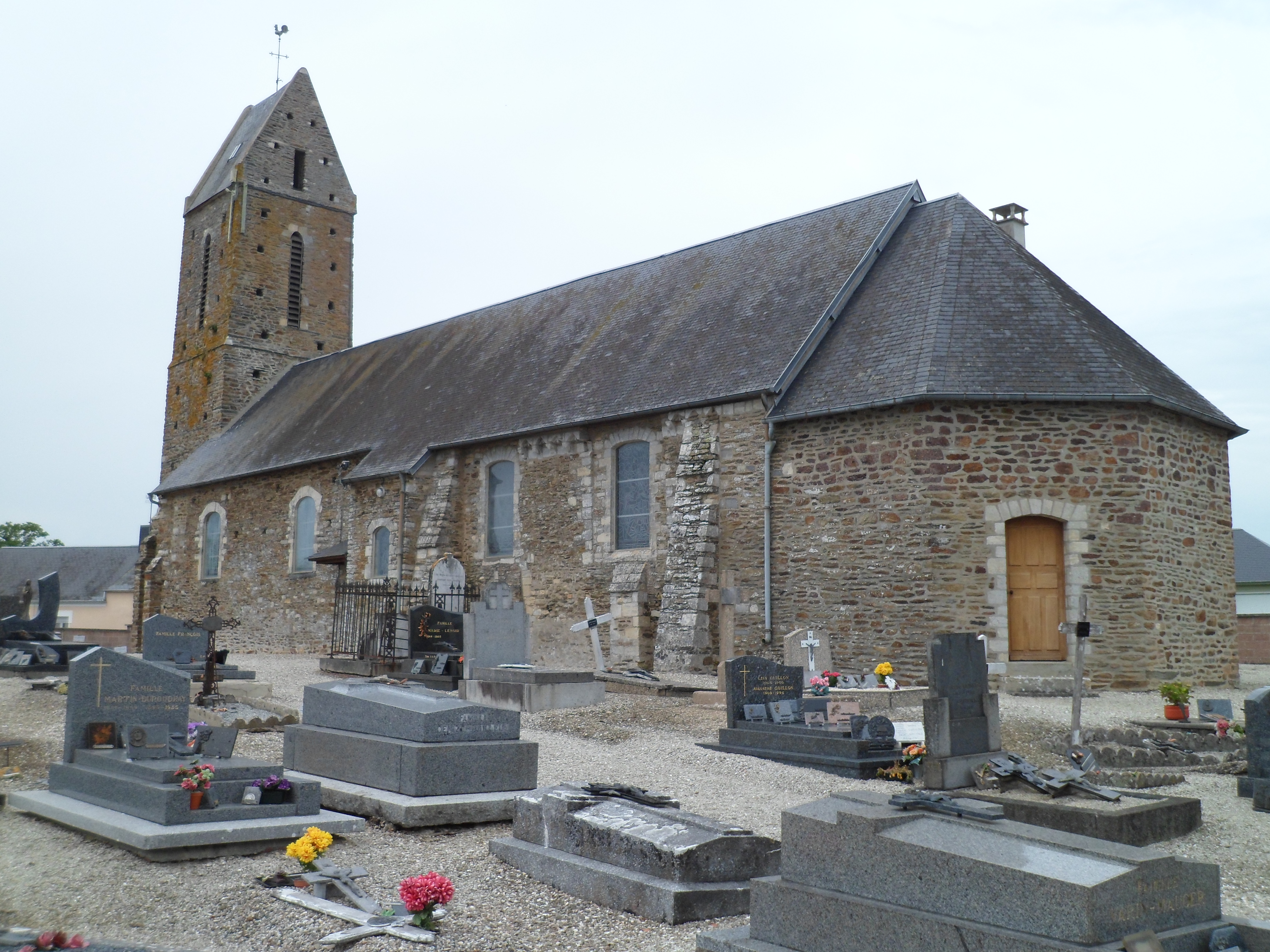
Kirche Saint-Pierre

- Kirche Saint-Pierre

## Persönlichkeiten
- Gaston Rousseau (1925–2019), Radrennfahrer